# Mare de Déu amb el Nen i sant Joanet
Mare de Déu amb el Nen i sant Joanet és un quadre de Joan de Burgunya pintat entre 1515 i 1525 que actualment forma part de la col·lecció permanent del Museu Nacional d'Art de Catalunya.

## Descripció
La Mare de Déu, amb el Nen Jesús, sant Joanet i un cor d'àngels sostenint un baldaquí, està asseguda en un tron, agafa un llibre i ens mostra una miniatura amb l'escena de la Pentecosta, i al costat trobem una cita de la Bíblia que forma part del «Discurs de la Saviesa» de l'Eclesiàstic (Ecli 24:3-6). Maria és la mitjancera entre la voluntat divina i la història humana, ja que feu possible l'encarnació del Fill, el qual va revelar la veritat que difon l'Església; per això, Déu Pare presideix la composició dins el sol envoltat de núvols, mentre que l'Esperit Sant es posa sobre el seu cap en forma de colom.
Ella, una simple mortal, està ubicada en un espai físic tangible, com és el paisatge amb arquitectures que s'observen al fons, on hi ha diverses escenes que completen el cicle iconogràfic: els episodis de la Infància de Crist (l'Anunciació, el Naixement, l'Epifania, la Matança dels Innocents, la Fugida a Egipte) i els pares de l'Església llatina.

## Anàlisi
El grup central es relaciona amb el gravat de la Mare de Déu del Mico d'Albrecht Dürer, autor que va ser la font d'inspiració dels pintors d'aquell moment. El 1944, Diego Angulo va proposar, per comparació estilística, l'atribució d'aquesta peça a Joan de Burgunya, una hipòtesi que, juntament amb la factura, la situa en una cronologia entre el 1515 i el 1525.